# خافيير غوزمان
خافيير غوزمان (بالإسبانية: Javier Guzmán)‏ (9 يناير 1945 في المكسيك - 14 أغسطس 2014 بمدينة مكسيكو في المكسيك) هو مدرب كرة قدم ولاعب كرة قدم مكسيكي في مركز الدفاع، شارك في كأس العالم 1970. وشارك مع منتخب المكسيك لكرة القدم. أما مع النوادي، فقد لعب مع كروز آزول ونادي أونيفرسيداد ناسيونال وتيبورونيس روخوس دي فيراكروز وتامبيكو ماديرو.

## وصلات خارجية
- خافيير غوزمان على موقع قاعدة بيانات كرة القدم.إي يو (الإنجليزية)
- خافيير غوزمان على موقع ناشيونال فوتبول تيمز (الإنجليزية)
- خافيير غوزمان على موقع عالم كرة القدم.نت (الإنجليزية)